# وزارة الثقافة والتنمية المعرفية (ليبيا)
وزارة الثقافة والتنمية المعرفية في ليبيا أو وزارة الثقافة الليبية هي وزارة أنشئت بعد 2011 وكانت تسمى سابقا باللجنة الشعبية العامة للإعلام في عهد نظام العقيد معمر القذافي وتهدف الوزارة إلى الاهتمام بالثقافة وإبراز دور ومساهمة ليبيا في التراث الإنساني وحماية التراث الثقافي وتحقيق إستراتيحية للثقافة في البلاد ويقع مقرها الرئيسي في العاصمة طرابلس الغرب.
الوزراء المسؤولون
مبروكة توغي

## أهداف الوزارة
إبراز دور ومساهمة ليبيا في التراث الإنساني
تطوير ثقافة داعمة للتوجهات التنموية
تحقيق تنمية إستراتيجية للثقافة الوطنية
حماية التراث الثقافي والحضاري والتاريخي
تطوير ثقافة داعمة للتوجهات التنموية في البلاد
تشخيص دورالثقافة السائدة في التنمية الوطنية

## اختصاصات الوزارة
- إنشاء وإدارة المرافق والمنشآت والمؤسسات الثقافية بمختلف أنواعها واستثماراتها ورعاية جميع أشكال الفنون وتطويرها بما يحافظ على التراث الفني للدولة.
- المحافظة على الهوية الوطنية وتعزيز الانتماء والاستثمار الدائم في طاقات الشباب، ورعاية المبدعين واحتضان الموهوبين.
- القيام بالدراسات والبحوث لتنمية العمل الثقافي وتطويره وحفظ المخطوطات التاريخية وإجراء عمليات المسح للتراث الشعبي بمختلف أنواعة واشكاله
- إقامة المهرجانات والأسابيع والمعارض الثقافية في الداخل والخارج وتبني منح الجوائز التقديرية والتشجيعية في مجالات الأدب والفنون.
- الاهتمام بثقافة المرأة والطفل والنهوض بالحركة المسرحية وتشجيع الإنتاج السنيمائى.
- تمثيل ليبيا في المحافل الدولية والتعريف بالمدن والمعالم التاريخية الليبية بالإضافة إلى الإشراف على صيانة الآثار وترميمها.

## هيكلـية الهيئة
يتكون الجهاز الإداري للهيئة من التقسيمات التالية:
إدارة الشؤون الإدارية و المالية
إدارة البرامج والأنشطة والملتقيات الثقافية 
إدارة المطبوعات و المصنفات الفنية
إدارة المراكز و البيوت الثقافية
إدارة الملحقيات والمراكز الثقافية في الخارج 
إدارة التخطيط و المشروعات
إدارة الكتاب و النشر
إدارة التنمية الثقافية والتطوير المعرفي 
إدارة المكاتب الثقافية المحلية
إدارة الكشروعات والتخطيط 
مكتب الخبراء 
مكتب الاعلام والتواصل 
مكتب التخطيط الإستراتيجي والتميز المؤسسي
مكتب الوزير
مكتب وكيل الوزارة
مكتب المراجعة الداخلية
مكتب التعاون الثقافي الدولي
مكتب ثقافة الطفل ورعاية المواهب
مكتب الموارد البشرية 
مكتب الشؤون القانونية 